# Helicopter Canada
Helicopter Canada ist ein kanadischer Dokumentarfilm von Eugene Boyko aus dem Jahr 1966, der vom National Film Board of Canada für das 100-jährige Jubiläum Kanadas 1967 produziert wurde. Eine 23 Minuten lange Kurzversion des Films wurde unter dem Take It from the Top vermarktet.

## Inhalt
Der Film zeigt Aufnahmen aus Kanada, sämtlich aus einem Hubschrauber gedreht und unterlegt von einem Kommentar, der weder sich selbst noch Kanada ernst nimmt, trotzdem aber gerne gegen die US-Amerikaner stichelt. Die Reise geht von der Ostküste Nova Scotias bis zur Westküste. Gezeigt werden Bilder der Städte Québec, Montreal, Toronto, wo die überschäumende Gastfreundschaft des Landes am Beispiel der Ankunft der Beatles in der Stadt gezeigt wird, Ottawa, die Hauptstadt, die nie erobert werden wird, weil mögliche Eroberer auf der Suche danach verloren gehen, Winnipeg, Calgary und Vancouver. Gezeigt werden schöne und majestätische Landschaftsmerkmale wie die Niagarafälle, die Eiswüsten oder die kanadischen Rocky Mountains und auch weniger schöne, wie ein Fluss, dessen Alleinstellungsmerkmal es sei, ein Fluss ohne Wasser zu sein, und der eher einer großen, stationären Schlammlawine ähnelt. Zudem werden die Schatzsuche auf Oak Island, die bescheiden benannten Thousand Islands (tatsächlich sind es eher zweitausend) und die Badlands mit den dort gefundenen Dinosaurierknochen, nach denen nun aber nur noch im Auftrag eines Museums gesucht werden darf, präsentiert.
Es werden aber auch Menschen beobachtet; bei der Arbeit, bei den verschiedensten Sportarbeiten, beim Angeln, beim Zählen von Vögeln. Aber auch der damals größten Staudamm der Welt, die Automobil- und die Ölindustrie, der Autobau und die Landwirtschaft werden gezeigt. Es gibt auch eine Szene in der ein Mann beim Sammeln von Pelzen auf einem motorisierten Schlitten in einer Eiswüste gezeigt wird, dem unerwartet eine Pipeline im Weg steht. Der Film schließt mit den Worten „Es wurde gesagt, Kanada sei das älteste unterentwickelte Land der Welt. Es habe die Fläche Chinas und die Bevölkerungszahl des Iran. Es habe dem kulturellen Entwicklungsstand Afghanistans, die wirtschaftlichen Strukturen des Kongo und das Klima Sibiriens. Doch die Leute, die das sagen, sind Kanadier. Der Rest der Welt scheint das Land zu mögen. Es hat generell eine gute Natur, und von dem was wir gesehen haben, sieht es einfach gut aus.“

## Produktion
Helicopter Canada, und die ebenfalls originale französischsprachige Version Hélicoptère Canada, wurden im Auftrag der Centennial Commission anlässlich des 100-jährigen Jubiläums Kanadas 1967 vom National Film Board of Canada produziert.
Regisseur und Kameramann Eugene Boyko drehte innerhalb von 18 Monaten 540 Stunden in der fliegenden Alouette II und erzeugte dabei etwa 24 Stunden Film. Er saß dabei mit einer fest montierten Kamera in der geöffneten Tür des Hubschraubers, der dabei zweimal beinahe abgestürzt wäre.
Da natürlich auf dem gesamten Filmmaterial Rotorenlärm zu hören war, war ein aufwändiger Tonschnitt notwendig. Dafür war Vic Merrill zuständig. Die musikalische Leitung lag bei Malca Gillson, die unter anderem Musik von Stompin’ Tom Connors und der Gruppe Mountain City Four mit Kate McGarrigle und deren Schwester Anna verwendete.
Helicopter Canada kostete über 380.000 Dollar.

### Veröffentlichung
Helicopter Canada wurde 1966 veröffentlicht, die französische Version erstmals im Januar 1967 in Ottawa. Eine 23 Minuten lange Version wurde unter dem Titel Take It from the Top an Columbia verkauft. Diese Version wurde, neben französisch, in zwölf Sprachen übersetzt.

## Rezeption

### Kritiken und Erfolg
1967 war Helicopter Canada ein großer Erfolg. So meinte Joan Fox in ihrer Kritik für The Globe and Mail: „Wenn dieser Film Ihr kanadisches Blut nicht in Wallung bringt, dann wird nichts das können.“
Mittlerweile wird das anders gesehen. Domini Clark, ebenfalls von The Globe and Mail sieht das anders. Ihn lässt der Film zusammenzucken. Zunächst stört ihn das Jodeln. Auch wirke es nun nicht mehr so gut, davon zu reden, dass das Land früher von Eis bedeckt gewesen sei, es nun aber warm genug sei, um im Freien schwimmen zu gehen. Auch Minen und Ölfelder seinen nicht mehr geeignet, Touristen anzuziehen. Ähnlich urteilt die Kritik in PopOptic. Der Kritiker sieht einen Werbefilm, der aber eher putzig wirke. Solche Filme enden üblicherweise nicht mit Bescheidenheit und Ironie. Er beobachtet auch politische Inkorrektheiten, die er aber nicht weiter ausführen möchte. Besonders stört ihn der lehrerhafte Kommentar mit seinen abgedroschenen Witzen und Binsenwahrheiten. Die grandiosen Bilder schrien nach Ruhe oder zumindest guter Musik, der Kommentar störe da nur. Der Film sei aber eine wertvolle Zeitkapsel, nicht nur weil er zeige, wie das Land zum hundertsten Geburtstag aussah. Er zeige auch, wie sich die Bevölkerung in einer Zeit des größten Nationalstolzes selbst sah, zumindest nach Meinung der Regierung. Kanada hat sich seitdem sehr verändert. So beeindruckend die Bilder sein mögen, es sei, wie sich Babybilder anzuschauen. Trotz der lahmen Witze sei das Land immer noch wiederzuerkennen.

### Auszeichnungen und Nominierungen
Bei der Oscarverleihung 1967 wurden Tom Daly und Peter Jones in der Kategorie Bester Dokumentarfilm nominiert. Der Oscar ging aber an Peter Watkins für The War Game.
Helicopter Canada gewann 1967 zudem den Spezialpreis bei den Canadian Film Awards. Zudem war der Film in der Kategorie Bester Dokumentationsfilm nominiert.
Der Film gewann zudem beim Genie Award in der Kategorie Bester Film – General Information und einen Spezialpreis.